# Plocaederus bipartitus
Espèce
Plocaederus bipartitus  est une espèce d'insectes coléoptères de la famille des Cerambycidae, sous-famille des Cerambycinae et de la tribu des Cerambycini.

## Répartition[1]
- Bolivie, Brésil, Équateur, Guyane, Surinam

## Systématique
L'espèce Plocaederus bipartitus  a été décrite par l'entomologiste français Jean Baptiste Lucien Buquet en 1860.

### Synonymie
- Brasilianus bipartitus (Blackwelder, 1946)
- Hammaticherus bipartitus (Lacordaire, 1869)

### Articles liès
- Plocaederus
- Liste des Cerambycinae de Guyane
- Galerie des Cerambycidae